# دماگرایی
در زیست‌شناسی به هرگونه حرکت یا رشد یک گیاه یا جاندار ناجنبنده به سوی منبع تغییر دما یا به دور از آن را دماگرایی (Thermotropism) می‌گویند. حرکت یا رشد به سوی منبع تغییر دما، دماگرایی مثبت و حرکت یا رشد به دور از آن، دماگرایی منفی نامیده می‌شود.
حرکت و جنبش‌های یک گیاه یا بخشی از یک گیاه در پاسخ به دگرگونی‌ها در دمای اطراف نیز دماگرایی نام دارد. برای نمونه برگ‌های خرزه هندی در واکنش به دماهای سرد پیچ و تاب می‌خورند که این پدیده هم دماگرایی نامیده می‌شود.
علت دقیق این واکنش هنوز کاملاً مشخص نشده‌است اما به‌طور کل با حفاظت گیاه از خود دربرابر گرما یا سرمای شدید ارتباط دارد.